# Cosmos 1
 (février 2017).
Si vous disposez d'ouvrages ou d'articles de référence ou si vous connaissez des sites web de qualité traitant du thème abordé ici, merci de compléter l'article en donnant les références utiles à sa vérifiabilité et en les liant à la section « Notes et références ».
Pour l’article homonyme, voir Cosmos (satellite).

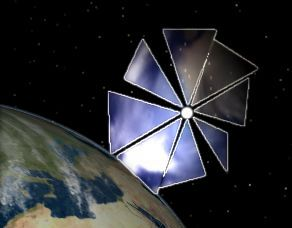
Vue d'artiste de la voile solaire Cosmos 1.

Cosmos 1 est la première voile solaire lancée dans l'espace. Ce projet est l'initiative de The Planetary Society.
Le lancement a eu lieu le 21 juin 2005, mais à la suite d'une défaillance de son lanceur, Cosmos 1 n'a pu atteindre son orbite de travail.

## Présentation
Cosmos 1 est composé d'un véhicule spatial de 110 kilogrammes, doté de huit voiles solaires triangulaires qui une fois déployées, lui donnent un diamètre de 30 m, pour une surface totale d'environ 600 m2. Les huit voiles sont faites de mylar, un polymère, très fin, très léger et très réfléchissant.
La durée de la mission ne devait pas excéder un mois après le lancement, car le mylar se dégrade avec les rayons solaires.
Cosmos 1 utilisait la pression de radiation induite par le Soleil pour se déplacer dans l'espace. Bien qu'elle soit très faible en comparaison de celle produite par les moyens de propulsion classique (la propulsion chimique), cette pression est continue et dure dans le temps. Comme dans l'espace il n'y a pratiquement aucune résistance aux mouvements des objets, la vitesse ne fait qu'augmenter. Et ainsi, pour de longs voyages tels que ceux vers Mars ou plus loin, le temps mis par une voile solaire est plus court que celle avec un engin à propulsion chimique. Ce mode de propulsion est à mettre en parallèle avec la propulsion ionique, une faible force, mais une force continue et longue dans la durée.

## Financement
Le projet, d'une valeur de 4 millions de dollars, a été financé par l'organisation à but non lucratif The Planetary Society, fondée en 1980 par Carl Sagan, Bruce Murray et Louis Friedman (en).
Il a souvent été avancé dans les médias que le coût d'une telle mission si elle avait été menée par la NASA aurait coûté 15 fois plus cher. Ce surcoût de l'agence spatiale américaine s'explique entre autres par le fait que la NASA effectue de nombreux tests avant tout lancement et les lanceurs utilisés sont plus coûteux, mais bien plus fiables que celui utilisé pour Cosmos 1. C'est ainsi qu'en 2001 les boulons explosifs de la tête du lanceur, qui contenait alors un prototype de Cosmos 1, n'ont pas explosé, entraînant l'échec de la mission.

## Histoire
Pour réduire les coûts, Cosmos 1 a été lancé par une fusée Volna, un ancien missile balistique intercontinental R29R de fabrication russe, reconverti en fusée à bas coût.
Le lancement a été effectué le 21 juin 2005 à 19h46 UTC, par le sous-marin nucléaire lanceur d'engins russe K-496 Borissoglebsk, depuis la mer de Barents.

### Cosmos 1 perdu
Après son lancement, la communication avec l'engin spatial a été très difficile. La réception des données télémétriques a tardé à venir et lorsqu'elles ont commencé à être reçues, la communication a été coupée.
Le 22 juin, le lendemain du lancement, l'Agence spatiale fédérale russe et la flotte russe du Nord ont confirmé qu'à la 83e seconde après le lancement, le moteur de la fusée Volna s'est arrêté et que la mise sur orbite, à 840 kilomètres au-dessus de la Terre, n'a pu se dérouler correctement. Cela expliquerait les problèmes de transmission.
Le signal reçu en provenance de la sonde laisse à penser, selon The Planetary Society, que Cosmos 1 a pu être mis sur orbite, mais sans atteindre son orbite de travail. Pourtant jusqu'à maintenant (juillet 2005), il a été impossible de détecter Cosmos 1. Une autre hypothèse est que Cosmos 1 se soit écrasé en mer de Barents.
Quoi qu'il en soit, la mission Cosmos 1 a été un échec. Mais elle ne remet pas en cause le principe de voile solaire.